# قراقرم
قَراقُرَم (ترجمه واژه‌به‌واژه: جغل سیاه، شن سیاه، دوده سیاه)، نام رشته‌کوهی در شمال‌شرق پاکستان و غرب هیمالیا است و به وسیلهٔ رود سند از هیمالیا جدا می‌شود ولی با این حال اغلب بخشی از هیمالیا خوانده می‌شود. شکل کوه‌های قره‌قروم عمدتاً بسیار تیز و صخره‌ای هستند و حتی کوه‌های برفی آن نیز از برج‌های یخی غیرقابل دسترس شکل گرفته‌است. معروفترین قلهٔ این رشته‌کوه، کی۲ است که دومین قلّهٔ مرتفع زمین می‌باشد و به عنوان سرسخت‌ترین کوه برای صعود شناخته می‌شود. از دیگر قلل معروف در این کوهستان می‌توان به قلل کی ۱، کی۳، کی۴، کی۵، کی۶، کی۱۲ و قلل گاشربروم شامل گاشربروم ۱، گاشربروم ۲، گاشربروم ۳، گاشربروم ۴، گاشربروم ۵ و میتر پیک اشاره کرد.

## نام
قَراقُرَم در ترکی به معنای شن سیاه است. تجار آسیای مرکزی در اصل این نام را بر روی گذرگاه قراقورم گذاشته‌اند. مسافران اولیه اروپایی، از جمله ویلیام مورکرافت و جورج هیوارد، شروع به استفاده از این اصطلاح برای رشته کوه‌های غرب گردنه کردند، اگرچه از اصطلاح مُزطاق (در ترکی به معنای «کوه یخی») برای محدوده‌ای که اکنون به نام قراقورم شناخته می‌شود، استفاده کردند. اصطلاحات بعدی تحت تأثیر اداره نقشه برداری هند (هندی: भारतीय सर्वेक्षण विभाग، انگلیسی: Survey of India) قرار گرفت که نقشه‌بردار آن توماس مونتگومری در دهه ۱۸۵۰ برچسب‌های K1 تا K6 (K برای قراقورام) را به شش کوه مرتفع که از ایستگاه او در کوه هاراموخ در دره کشمیر قابل مشاهده بود، داد.
در جغرافیای سنتی هند، کوه‌ها به نام‌های کریشناگیری (کوه‌های سیاه)، کانهاگیری و کانهری شناخته می‌شدند.